# Parque nacional MacArthur Landing Memorial
El Parque nacional MacArthur Landing Memorial (literalmente "P. N. del memorial al amerizaje de MacArthur", también conocido como el Leyte Landing Memorial Park y MacArthur Park) es un área protegida de las Filipinas que conmemora el histórico amerizaje del general Douglas MacArthur en el golfo de Leyte al comienzo de la campaña para volver a tomar y liberar las islas Filipinas de la ocupación japonesa el 20 de octubre de 1944. Este acontecimiento llevó a la mayor batalla naval de la Segunda Guerra Mundial y finalmente a la derrota de Japón y la rendición después de casi tres años de ocupación. El memorial bélico se encuentra en el municipio de Palo en la isla de Leyte en las Bisayas Orientales y es una de las mayores atracciones turísticas de la región. Fue declarado parque nacional el 12 de julio de 1977 a través de la "Carta de instrucciones" número 572 firmada por el presidente Ferdinand Marcos.

## Descripción
El lugar de la llegada de MacArthur se encuentra en una llanura costera de 6,78 hectáreas en el barangay de Candahug, a unos 5 kilómetros al sur de la capital provincial de Leyte, Tacloban. Anteriormente se llamó "Parque Imelda" por la antigua primera dama de Filipinas, Imelda Marcos quien procede de la provincia de Leyte. El centro focal del parque son siete estatuas de bronce a tamaño el doble del natural, en un estanque artificial de agua poco profunda representando a MacArthur y su séquito durante el histórico amerizaje del Día A tal como quedó reflejada en una icónica foto de Gaetano Faillace. Eran el presidente en el exilio Sergio Osmeña, el teniente general Richard Sutherland, el brigadier general Carlos P. Romulo, mayor general Courtney Whitney, sargento Francisco Salveron y el corresposal de la CBS Radio William J. Dunn. Diseñado por el escultor Anastacio Caedo e inaugurado en el 37.º aniversario del Día A en 1981, la estatua marca el lugar donde MacArthur cumplió su promesa de "Volveré" en la Red Beach ("playa Roja"), así llamada por la sangre derramada en ella durante la guerra. Enfrente de las estatuas, se encuentran dos carteles históricos en inglés y en filipino explicando el significado de la escena representada. Hay un museo junto al lugar que contiene fotografías históricas y otros rcuerdos del general MacArthur incluyendo un discurso cuando amerizó y un molde en bronce de sus huellas.
El centro del gobierno regional de Palo está justo cruzando al otro lado del monumento. Otras estructureas destacadas que hay cerca son el Jardín de rocas de la Paz, inaugurado en el 50 aniversario en 1994 cuando el memorial fue declarado monumento nacional por la Comisión Histórica Nacional; y el Hotel Oriental de Leyte, anteriormente MacArthur Park Beach Resort, que originariamente fue construido por Imelda Marcos en 1983. El parque es accesible a través de la autopista Panfilipina (AH26) desde Tacloban y el aeropuerto Daniel Z. Romualdez.

## Acontecimientos recientes
El parque es el lugar en el que los ritos memoriales anuales y representaciones del amerizaje histórico por parte de dignatarios locales y extranjeros junto con los veteranos de guerra y sus familias. En noviembre de 2013, el memorial resultó dañado por el tifón Haiyan (Yolanda) con una de sus siete estatuas arrancadas de la base. Fue inmediatamente reparado por el gobierno y la estatua de Carlos P. Romulo quedó restaurada en veinte días, con la ayuda de la Autoridad metropolitana de desarrollo de Manila.